# Codul lui Zamoyski
Codul lui Zamoyski a fost o compilație de legi realizată de Andrei Zamoyski, marele cancelar al Uniunii polono-lituaniane, care a stat la baza sistemului constituțional al statului după 1776. A fost o primă încercare de a codifica și de a moderniza legislația Uniunii polono-lituaniane, la care s-au împotrivit mai multe facțiuni conservatoare susținute de puterile străine și care a fost până la urmă respins de Sejm-ul din 1780.

## Istoric
În 1776, la inițiativa regelui polon Stanisław August Poniatowski, Sejm-ul Uniunii polono-lituaniane l-a însărcinat pe marele cancelar Andrei Zamoyski să redacteze un nou cod de legi. S-a alcătuit o comisie prezidată de Andrei Zamoyski din care făceau parte notabilități precum Józef Wybicki și Joachim Chreptowicz, care până în 1778 a redactat și a publicat un cod de legi cunoscut sub numele de Codex Zamoyski.
Acesta întărea autoritatea regală, îi făcea responsabili în fața Sejm-ului pe funcționarii statului, superviza activitatea clericilor și resursele financiare ale acestora, sporea privilegiile orășenilor, reducea servitutea țăranilor și anula multe dintre imunitățile legale sau financiare ale nobilimii (pol. szlachta) căreia îi lipseau titlurile de proprietate.

## Opoziția
Codul lui Zamoyski a întâmpinat opoziția mai multor facțiuni. Pe plan intern, nobilimea conservatoare se temea că întărirea autorității regale și a guvernului va duce la înlocuirea sistemului constituțional al Libertății de Aur cu o domnie absolutistă. Reprezentanții lituanieni erau îngrijorați de limitarea autonomiei Marelui Ducat care avea propriul sistem legislativ (cel de-al treilea Statut al Lituaniei din 1529),  sistem aproape independent de cel al Poloniei.
Aceste temeri erau exploatate de Marile puteri vecine, care aveau și ele propriile motive de a împiedica intrarea în vigoare a Codului lui Zamoyski.
Sfântul Scaun se împotrivea secularizării iar Codul lui Zamoyski ar fi înlocuit canoanele eccleziastice cu un nou sistem de legi civile. Imperiul Rusiei considera pe bună dreptate că reformele proiectate ar fi întărit prea mult sistemul de guvernământ care se dovedise ineficient, conducând de foarte multe ori la anarhie, anarhie pe care Rusia se străduia să o întrețină pentru a profita astfel de incapacitatea Uniunii polono-lituaniane de a avea o politică externă coerentă. S-a realizat astfel o alianță neașteptată între reprezentantul Bisericii Romano-Catolice (nunțiul apostolic Giovanni Andrea Archetti) și ambasadorul Rusiei în Polonia (Otto Magnus von Stackelberg) care au colaborat în a oferi mită unor deputați ai Sejm-ului polonez în schimbul opoziției față de promulgarea Codului lui Zamoyski.
Influențele străine au alimentat în secret opoziția internă contribuind decisiv mai întâi la amânarea discutării acestuia în Sejm-ul din 1778 și apoi la respingera lui în 1780.
Codul lui Zamoyski s-a înscris într-o serie de reforme progresiste, care va culmina cu Constituția de la 3 mai 1791 în care era și o dispoziție de redactare a unui nou cod de legi. Acest nou proiect de codificare (Codex Poniatowski) care purta numele regelui Stanislaw August Poniatowski, s-a inspirat foarte mult din proiectul anterior al Codului lui Zamoyski